# Taylor Knibb
Taylor Knibb née le 14 février 1998 à Rapid City aux États-Unis est une triathlète professionnelle américaine. Vainqueur d'étape lors des séries mondiales de triathlon, elle fait partie de l'équipe américaine médaillée d'argent, lors du triathlon en relais mixte aux  Jeux olympiques d'été de 2020 à Tokyo au Japon. Triple championne du monde d'Ironman 70.3 en 2024, elle remporte la même année le premier championnat du monde T100, organisé par l'Organisation professionnelle des triathlètes.

## Biographie
Taylor Knibb participe à des triathlons dès l'âge de 11 ans, après avoir apprécié l'ambiance sur un Ironman auquel participe sa mère, Leslile Knibb. Elle s'entraîne ensuite dans l'équipe de cross-country de son lycée et au « Nation's Capital Swim Club » et remporte en 2015 et 2016 les championnats américains juniors,. Elle remporte la médaille d'argent aux championnats du monde de triathlon juniors en 2015  et la médaille d'or en 2016 et 2017,. Elle devient aussi la plus jeune femme à obtenir un podium aux championnats du monde de triathlon en 2017, en gagnant la médaille d'argent. En 2018, elle remporte la médaille d'or championnats du monde de triathlon U23.
Suivant la tradition familiale, elle rejoint l'Université de Cornell dont elle est diplômée en 2020 et où elle court l'athlétisme et le cross-country de la NCAA pendant quatre ans. Elle rejoint également l'équipe de natation de Cornell lors de sa dernière année.
En 2021, elle devient la plus jeune triathlète sélectionnée par l'équipe US de triathlon et elle remporte la médaille d'argent au relais mixte des Jeux Olympiques de Tokyo.
En 2022, elle devient la plus jeune championne du monde d'Ironman 70.3 à Saint-Georges.
En 2024, elle remporte le championnat des États-Unis de contre-la-montre obtenant ainsi une sélection dans l'équipe US de contre-la-montre de cyclisme sur route aux Jeux olympiques de Paris 2024. Elle est également sélectionnée dans l'équipe de triathlon. Elle termine 19e du contre-la-montre après trois chutes et 19e du triathlon mais remporte une médaille d'argent au relais mixte.
En 2024 elle devient la première triathlète à remporter trois étapes du T100 Triathlon World Tour. Elle remporte à Dubaï l'épreuve finale du circuit. Avec cette quatrieme victoire, elle devient la première compétitrice à inscrire son nom au palmares de ce nouveau championnats du monde longue distance.Cette même année elle est couronnée championne du monde d'Ironman 70.3 à Taupo en Nouvelle-Zélande, pour la troisième fois. consécutive, seule triathlète avec la Suissesse Daniela Ryf à enchainer trois victoires pour ce titre.

## Palmarès
Le tableau présente les résultats les plus significatifs (podium) obtenus sur le circuit international de triathlon depuis 2016.
| Année | Compétition                                             | Pays             | Position           | Temps           |
| ----- | ------------------------------------------------------- | ---------------- | ------------------ | --------------- |
| 2024  | Championnats du monde d'Ironman 70.3 - Taupo            | Nouvelle-Zélande | Médaille d'or      | 3 h 57 min 34 s |
| 2024  | T100 Triathlon World Tour - Classement général          |                  | Médaille d'or      | 160 pts         |
| 2024  | Étape du T100 à Dubaï (finale)                          | Dubaï            | Médaille d'or      | 3 h 29 min 17 s |
| 2024  | Étape du T100 à Las Vegas                               | États-Unis       | Médaille d'or      | 3 h 37 min 3 s  |
| 2024  | Étape du T100 à Ibiza                                   | Espagne          | Médaille d'or      | 3 h 30 min 3 s  |
| 2024  | Étape du T100 à San-Francisco                           | États-Unis       | Médaille d'or      | 3 h 38 min 1 s  |
| 2024  | Ironman 70.3 à Oceanside                                | États-Unis       | Médaille d'or      | 4 h 9 min 55 s  |
| 2023  | Championnats du monde d'Ironman 70.3 - Lahti            | Finlande         | Médaille d'or      | 3 h 53 min 1 s  |
| 2023  | Ironman 70.3 Boulder                                    | États-Unis       | Médaille d'or      | 3 h 56 min 33 s |
| 2023  | PTO US Open                                             | États-Unis       | Médaille d'or      | 3 h 32 min 58 s |
| 2022  | Championnats du monde d'Ironman 70.3 - Saint George     | États-Unis       | Médaille d'or      | 4 h 2 min 20 s  |
| 2022  | Championnats du monde - Classement général              |                  | Médaille de bronze | 4179 points     |
| 2022  | WTS Bermudes                                            | Bermudes         | Médaille d'argent  | 2 h 3 min 4 s   |
| 2022  | Ironman 70.3 Californie                                 | États-Unis       | Médaille d'or      | 4 h 6 min 31 s  |
| 2021  | Championnat du monde - Classement général               |                  | Médaille d'argent  | 3 486 points    |
| 2021  | WTS Edmonton                                            | Canada           | Médaille d'argent  | 1 h 54 min 47 s |
| 2021  | WTS Yokohama                                            | Japon            | Médaille d'or      | 1 h 54 min 27 s |
| 2021  | WTS Montréal                                            | Canada           | Médaille d'argent  | 0 h 23 min 14 s |
| 2021  | Championnats du monde d'Ironman 70.3 - Saint George     | États-Unis       | Médaille de bronze | 4 h 8 min 49 s  |
| 2021  | PTO Collins Cup                                         | Slovénie         | Médaille d'or      | 3 h 30 min 10 s |
| 2017  | Coupe panaméricaine - l'étape sprint de West Des Moines | États-Unis       | Médaille d'or      | 1 h 0 min 43 s  |
| 2017  | WTS Edmonton                                            | Canada           | Médaille d'argent  | 1 h 1 min 22 s  |
| 2016  | Coupe panaméricaine - l'étape sprint de Richmond        | États-Unis       | Médaille d'or      | 56 min 20 s     |
| 2016  | Coupe panaméricaine - l'étape sprint de Clermont        | États-Unis       | Médaille d'or      | 59 min 51 s     |

| Année | Compétition     | Pays   | Position           | Temps           |
| ----- | --------------- | ------ | ------------------ | --------------- |
| 2024  | Jeux Olympiques | France | Médaille d'argent  | 1 h 25 min 40 s |
| 2020  | Jeux olympiques | Japon  | Médaille d'argent  | 1 h 23 min 55 s |
| 2019  | WTS Edmonton    | Canada | Médaille de bronze | 1 h 20 min 30 s |